# グスタボ・アヨン
グスタボ・アルフォンソ・アヨン・アギーレ:  (Gustavo Alfonso Ayón Aguirre  ,1985年8月1日 - ) は、メキシコ・ナヤリット州テピク出身のバスケットボール選手。ポジションはC/PF。

## 来歴
2003年から3年間メキシコ国内の大学でプレーした後、2006年にLNBPでプロデビュー。2009年にリーガACBのバロンセスト・フエンラブラダに移籍。ローン移籍を繰り返した後2010-11シーズンに同チームに復帰し、当シーズンのライジングスター賞を受賞した。
2011年12月、アヨンはバロンセスト・フエンラブラダとの契約をバイアウトで合意し、ニューオーリンズ・ホーネッツと3年契約を締結。念願のNBA入りを果たした。短縮シーズンの66試合制となった2011-12シーズン、アヨンは54試合に出場し24試合に先発出場。平均5.9得点4.9リバウンドと低迷するホーネッツのインサイドで奮闘した。
しかし、2012年7月11日にライアン・アンダーソンのサイン・アンド・トレードの一環としてオーランド・マジックに移籍。しかし、マジックではニコラ・ブーチェビッチらとの争いに敗れ、翌年2月にJ・J・レディックやトバイアス・ハリスらが絡んだ大型トレードでミルウォーキー・バックスに放出。そしてシーズン終了後に解雇された。
2013年7月29日、アトランタ・ホークスと契約。しかし2013-14シーズンは26試合の出場に終わった。
2014年9月23日、アヨンはサンアントニオ・スパーズからのオファーを断り、リーガACBの強豪レアル・マドリード・バロンセストと契約。2014-15シーズンはユーロリーグ、リーガACB、コパ・デル・レイで優勝を経験し "三冠王" を達成。翌2015-16シーズンも国内リーグ優勝を経験した。
2016年7月、レアルと3年間の延長契約を締結した。
2022年8月22日、現役引退を表明。

## メキシコ代表
2007年にメキシコ代表に初招集。以降同国代表の主力として活躍している。